# Banu Makhzum
Els Banu Makhzum (àrab: بنو مخزوم, Banū Maẖzūm) foren un important clan quraixita de la Meca que gaudia, abans de l'islam, d'una posició destacada. Es van oposar al profeta Mahoma. El gener del 630 el nou cap dels Banu Makhzum fou Íkrima ibn Abi-Jahl, que va rebutjar establir converses amb el Profeta, tot i que ja molts membres del clan s'hi havien unit. D'entre els conversos, el més famós fou Khàlid ibn al-Walid ibn al-Mughira, que va participar en la conquesta de la Meca pels musulmans.
Altres membres del clan van tenir càrrecs rellevants al Iemen, entre ells al-Muhàjir ibn Abi-Umayya, que va ser nomenat governador de Sanà en temps del Profeta (631), encara que segurament mai va anar a la ciutat; en fou nomenat altre cop pel califa Abu-Bakr as-Siddiq i a la mort d'aquest el 634 encara era al Iemen. Abd-Al·lah ibn Abi-Rabia fou governador d'al-Janad i els seus mikhlafs en temps del Profeta i de tot o part del Iemen en temps d'Abu-Bakr as-Siddiq i d'Úmar ibn al-Khattab, sent després de la mort d'aquest governador altre cop d'al-Janad (644) fins al 656. El clan va tenir la seva presència principal al Hijaz. La branca de l'Iraq es va extingir. En el Iemen se'ls perd el rastre, però segurament hi conservaven possessions.
A Xoa (Etiòpia), els Banu Makhzum hi van establir una dinastia que va durar des de vers 890 al 1285.